# Барзас (посёлок)
Барза́с — посёлок (до 2004 — посёлок городского типа) Берёзовского городского округа Кемеровской области России. В 1936—1956 годах — административный центр Барзасского района

## Топоним
Посёлок получил название по речке Барзас.
Сам гидроним происходит от кетских слов бар — «волк» и зас — «река».

## География
Расположен в таёжной зоне, в месте впадения реки Шурап в реку Барзас (бассейн Оби), в 52 км к северо-востоку от Кемерово. Станция железнодорожной ветки Топки—Анжерская.

### Уличная сеть
- 1-я Рабочая ул.
- 2-я Рабочая ул.
- 27 Партсъезда ул.
- Береговая ул.
- Болдырева ул.
- В.Набережная ул.
- Весенняя ул.
- Вокзальная ул.
- Восточная ул.
- Восточный пер.
- Железнодорожная ул.
- Кедровая ул.
- Кирова ул.
- Кооперативная ул.
- Космический пер.
- Кузбасская ул.
- Ленина ул.
- Лесная ул.
- Лесопильная ул.
- Логовая ул.
- Ломоносова ул.
- М.Горького ул.
- Майская ул.
- Майский пер.
- Мира ул.
- Н.Набережная ул.
- Новая станция ул.
- Новая ул.
- Октябрьская ул.
- Покрышкина ул.
- Пушкина ул.
- Разина ул.
- Семафорная ул.
- Сибирская ул.
- Советская ул.
- Станция Барзас ул.
- Таёжный пер.
- Трудовая ул.
- Центральная ул.
- Чапаева ул.
- Чкалова ул.
- Шахтовая ул.
- Школьная ул.
- Южный пер.

### Климат
Климат резко континентальный. Наибольшая температура июля +25 — (+30С), самая низкая температура в январе −40С.

## История
В 1929—1930 годах начались работы по разведыванию и добыче барзасских сапромикситов (барзаситов, или сапропелитовых углей). Одновременно со строительством строились шахта, лесоперерабатывающее предприятие и социальная инфраструктура посёлка. Но несмотря на строительство железной дороги Кемерово-Барзас и 70-метровой шахты, экономического эффекта достигнуто не было. Шахту закрыли, а руководство шахты репрессировали.
1 июля 1934 года ВЦИК постановила преобразовать с присвоением ему соответствующего названия вновь возникший населённый пункт на Барзасских копях — в рабочий посёлок «Барзас».
С 20 января 1936 года до 14 июня 1956 года посёлок являлся административным центром Барзасского района в составе Западно-Сибирского края, Новосибирской и Кемеровской областей РСФСР.
В середине XX века на территории района находилось большое количество исправительных лагерей с ОЛПом в Барзасе.

## Население
| 1939  | 1959  | 1968  | 1970  | 1979  | 1989  | 2002  |
| ----- | ----- | ----- | ----- | ----- | ----- | ----- |
| 6389  | ↘5604 | ↘5600 | ↘4182 | ↘3133 | ↘2794 | ↘2287 |
| 2010  |       |       |       |       |       |       |
| ↘2111 |       |       |       |       |       |       |

## Инфраструктура

### Экономика
Лесная промышленность — лесхоз. Добыча щебня (Барзасский карьер).
30 ноября 1950 года Новосибирским управлением гидрометслужбы по плану развития сети была открыта гидрометеорологическая станция Барзас, которая существует и по сегодняшний день.

### Здравоохранение
На окраине посёлка, в лесном массиве, построен крупнейший в Западно-Сибирском регионе детский противотуберкулёзный санаторий «Таёжный».

## Достопримечательности
В посёлке имеется церковь вел. кн. Димитрия Донского. В посёлке установлен памятник в память о воинах, призванных из Барзасского района, погибших во время Великой Отечественной войны.
- В районе посёлка протекает река Барзас. Для охраны речных бобров образован «Барзасский заказник»

## Транспорт
Через посёлок проходит однопутная электрифицированная железнодорожная линия Топки — Анжеро-Судженск. В 3 км от посёлка расположена станция Барзас, а в полутора километрах остановочный пункт 94 км (около него имеется автобусная остановка) Западно-Сибирской железной дороги. Пассажирское сообщение по железной дороге с областным центром было представлено пригородными электропоездами сообщением Кемерово — Барзас (примерно до осени 2007 года), Кемерово — Анжерская — Тайга, Кемерово — Мариинск. С октября 2009 года и до 27 декабря 2009 года железнодорожное пассажирское сообщение осуществлялось лишь в виде электропоезда сообщением Кемерово — Мариинск — Кемерово три раза в неделю (по пятницам, субботам и воскресеньям). С начала 2010 года пассажирское железнодорожное сообщение на линии Кемерово — Барзас — Анжерская было полностью прекращено. Изредка через станцию Барзас проходят пассажирские поезда дальнего следования разового назначения (максимум два раза в год).
Помимо железной дороги, Барзас связан автобусным сообщением с городом Берёзовский (маршрут № 102 Берёзовский — Барзас). На момент курсирования электропоездов автобусная остановка вблизи железнодорожного остановочного пункта 94 км была удобной пересадкой для жителей Барзаса, возвращавшихся из областного центра.
Примерно в 10 километрах к западу от посёлка проходит местная автомобильная дорога Кемерово — Анжеро-Судженск/Тайга, в 18 километрах южнее — федеральная автотрасса Р-255 «Сибирь» (Новосибирск — Кемерово — Красноярск — Иркутск).